# Калхун Сити (Мисисипи)
Калхун Сити (енгл. Calhoun City) град је у америчкој савезној држави Мисисипи.

## Демографија
По попису из 2010. године број становника је 1.774, што је 98 (-5,2%) становника мање него 2000. године.
| Група             | 2000.         | 2010.         |
| Белци             | 1.244 (66,5%) | 1.067 (60,1%) |
| Афроамериканци    | 599 (32,0%)   | 667 (37,6%)   |
| Азијати           | 1 (0,1%)      | 1 (0,1%)      |
| Хиспаноамериканци | 13 (0,7%)     | 18 (1,0%)     |
| Укупно            | 1.872         | 1.774         |